# Purpurstrupig skogsjuvel
Purpurstrupig skogsjuvel (Philodice mitchellii) är en fågel i familjen kolibrier.

## Utbredning och systematik
Fågeln förekommer i västra Colombia och sydvästra Ecuador och östra Panama (Darién). Den behandlas som monotypisk, det vill säga att den inte delas in i några underarter.

### Släktestillhörighet
Tidigare placerades arten i släktet Calliphlox. Genetiska studier visar dock att arterna i släktet inte står varandra närmast, och Calliphlox har därför delats upp i flera, mindre släkten. Purpurstrupig skogsjuvel och magentaskogsjuvelen och  har lyfts ut till det egna släktet Philodice.

## Status och hot
Arten har ett stort utbredningsområde, men tros minska i antal, dock inte tillräckligt kraftigt för att den ska betraktas som hotad. Internationella naturvårdsunionen IUCN listar arten som livskraftig (LC). Beståndet uppskattas till i storleksordningen 20 000 till 50 000 vuxna individer.